# Nikolaos Lytras

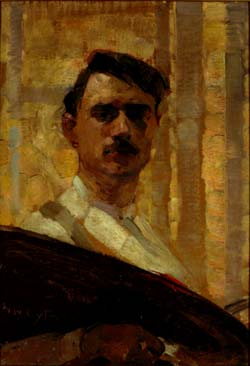
Selbstporträt

Nikolaos Lytras (griechisch Νικόλαος Λύτρας; * 11. Mai 1883 in Athen; † 1927 ebenda) war ein bedeutender griechischer Maler zu Beginn des 20. Jahrhunderts.

## Leben
Wie auch sein Vater Nikiforos Lytras studierte Nikolaos Malerei an der Münchener Akademie der Bildenden Künste. Anders als sein Vater war er jedoch den künstlerischen Strömungen der Zeit offener zugewandt und wurde dadurch zu einem Verbindungsglied zwischen dem romantischen Realismus des 19. Jahrhunderts und der modernen Kunst des 20. Jahrhunderts.
Im Jahre 1917 gründete er gemeinsam mit Konstantinos Parthenis, Perikles Byzantios, Theophrastos Triantaphyllides und Lykourgos Kogebinas eine Künstlergruppe, die sich zum Ziel gesetzt hatte die Last der akademischen Malerei zu überwinden. Die Ausstellungen dieser Gruppe in den Jahren 1917, 1918 und 1928 brachten den Stil der französischen Malerei nach Griechenland.
1923 war Lytras gemeinsam mit Parthenis Kandidat für die Übernahme der Leitung der Fakultät der Malerei an der Athener Hochschule der Bildenden Künste. Letztlich wurde Lytras mit der Leitung der Fakultät beauftragt, mit dem Ergebnis, dass man ihm als Sohn von Nikiforos Lytras vorwarf, die sogenannte Münchner Schule der Malerei zu repräsentieren, welche als überholt galt. Dies wurde von zeitgenössischen Kunstkritikern jedoch nicht angenommen. Lytras gilt nicht als Repräsentant des akademischen Realismus des 19. Jahrhunderts, sondern moderner als der Mitkandidat Parthenis. Er führte mit seinem besonderen Stil und seinen Farbkompositionen den Expressionismus in Griechenland ein. Seine Landschaftsbilder und Porträts stehen anderen europäischen Expressionisten in nichts nach.